# Světový pohár v biatlonu 2019/2020 – Pokljuka
6. podnik Světového poháru v biatlonu v sezóně 2019/2020 probíhal od 23. do 26. ledna 2020 ve slovinské Pokljuce. Na programu podniku byly individuální závody, smíšené štafety a hromadný start.
Naposledy se zde jel Světový pohár v roce 2018, v Pokljuce se jezdí SP v biatlonu každoročně.

## Program závodů
Oficiální program:
| Datum     | Disciplína                       | Začátek (SEČ) | Počet závodníků |
| --------- | -------------------------------- | ------------- | --------------- |
| 23. ledna | Vytrvalostní závod (muži)        | 14:15         | 110             |
| 24. ledna | Vytrvalostní závod (ženy)        | 14:15         | 100             |
| 25. ledna | Smíšený závod dvojic             | 13:15         | 26 týmů         |
| 25. ledna | Smíšená štafeta                  | 15:00         | 26 týmů         |
| 26. ledna | Závod s hromadným startem (muži) | 12:15         | 30              |
| 26. ledna | Závod s hromadným startem (ženy) | 15:00         | 30              |

## Průběh závodů

### Vytrvalostní závody
V závodu mužů se očekával souboj Martina Fourcada, který vyhrál předchozí čtyři závody, a Johannese Thingnese Bø, který se vrátil po měsíční přestávce. Oba stříleli čistě, ale Fourcade jel o několik vteřin rychleji, a proto byl v průběžném pořadí těsně před Johannesem Bø. Ten však v druhé polovině závodu zrychlil a držel se těsně před Fourcadem, který navíc ztratil další vteřiny, když po třetí střelbě nemohl nejdříve zvednout jednu z hůlek a hned pak upadl. Do posledního kola vyjížděl Fourcade se ztrátou deseti vteřin, do prvního mezičasu ji o tři vteřiny zmenšil, ale pak už zrychlit nedokázal a dojel druhý.
Z českých reprezentantů byl nejlepší Ondřej Moravec, který udělal dvě chyby při střelbě a s průměrným během skončil na 25. místě. Ostatní se nedostali ani do první padesátky. Závodů v Pokljuce se nezúčastnil Jakub Štvrtecký, který se připravoval na mistrovství světa juniorů.
Ženy jely také za příznivého počasí, a proto se vleže většinou střílelo čistě, vstoje však biatlonistky dělaly více chyb. V cíli se na prvním místě dlouho udržovala Francouzka Anaïs Bescondová, která zastřílela všechny položky čistě. Pak se však před ní dostala Švédka Hanna Öbergová, přestože jednou chybovala vstoje. Tou dobou však už z poslední střelby odjížděla Němka Denise Herrmannová s náskokem jedné minuty. Ten udržela až do cíle a s přehledem zvítězila.
Českým reprezentantkám se nedařilo. Nejlépe dojela na 38. pozici Eva Puskarčíková, která udělala na střelnici dvě chyby, ale pomalu běžela. O místo za ní skončila Markéta Davidová, která rychle běžela, ale při každé položce vstoje udělala dvě chyby.

### Štafety
Smíšený závod dvojic
Od poloviny závodu získaly menší náskok francouzský a norský tým. Při poslední střelbě však Norka Karoline Knottenová udělala dvě chyby a Francouzka Anaïs Bescondová odjížděla s čtvrtminutovým náskokem pro vítězství. O další medaile za ní bojoval rakouský, estonský a kanadský tým. V polovině posledního kola předjela Estonka Regina Ojová Rakušanku Lisu Hauserovou a získala tak pro estonskou reprezentaci první účast na stupních vítězů v historii.
Český tým na nejlepší nestačil. Pomalu běžel a s několika málo výjimkami i pomalu střílel. Jessica Jislová udělala čtyři chyby a Michal Šlesingr o jednu více. Přijeli do cíle na 17. místě z 26. startujících dvojic.
Smíšená štafeta
Po mnoha závodech se ve štafetě, ve které startovali netradičně nejdříve muži a pak ženy, českému týmu dařilo. Ondřej Moravec střílel jen s jednou chybou, a i když v posledním kole běžel pomalu, předával na šestém místě. Michal Krčmář sice českou pozici vylepšoval, ale po střelbě vstoje musel na trestné kolo a předával až na devátém místě. Pak předvedla stíhací jízdu Markéta Davidová: běžela nejrychleji ze všech, střílela čistě a díky tomu předala Evě Puskarčíkové na pátém místě. Ta i vinou předcházející nemoci nejela rychle, ale nezasáhla pouze jeden terč, a když v posledním kole za sebou udržela Rakušanku Katharinu Innerhoferovou, dojela na šestém místě.
Na prvních místech závodu se od začátku držely týmy Norska a Francie, ke kterým se přibližovala i německá štafeta. Při šesté střelbě se však dostala do čela Justine Braisazová a Julia Simonová pak udržela vedení francouzské štafety až do cíle.

### Závody s hromadným startem
V závodu mužů se do čela dostali Francouzi Martin Fourcade a Quentin Fillon Maillet. V polovině závodu je dostihli Norové, mezi nimi i Johannes Thingnes Bø, a Němec Benedikt Doll. 
Poslední střelbu zvládl čistě a nejrychleji Fillon Maillet, který si s jistotou dojel pro vítězstvím. Za ním však poslední kolo nabídlo velký souboj o stupně vítězů. Johannes Bø do poloviny kola dojel Fourcada i Dolla. Zdálo se, že Fourcade odpadne, ten ale Johannese Bø zase předjel. Do cílové roviny přijeli společně, v ní nejlepší finiš prokázal Doll a za ním Johannes Bø. Jediný český zástupce Michal Krčmář udělal při první střelbě jednu chybu, díky níž klesal až na 29. místo. Zpočátku běžel pomaleji, a tak se přes další čistou a rychlou střelbu jen pomalu propracovával dopředu. V posledním kole však dokázal zrychlit a dojet si pro 15. místo.
V závodu žen se po delší době dařilo Markétě Davidové. Po první střelbě se dostala na čtvrté místo, ale když při druhé udělala dvě chyby, klesla na 16. pozici. V dalších střelbách už neudělala žádnou chybu a rychlým během se propracovávala dopředu. Rozestupy však už od čtvrtého kola byly tak velké, že se jí podařilo dostat jen na desáté místo. Další české reprezentantky Eva Puskarčíková a Lucie Charvátová udělaly po pěti chybách a skončily mezi posledními. Do čela závodu se po třetí střelbě dostala Italka Lisa Vittozziová, které sice i poslední položku střílela čistě, ale pomaleji. Těsně ji předstihla Švédka Hanna Öbergová, která svůj náskok ještě navýšila a zvítězila.

## Umístění na stupních vítězů

### Muži
| Disciplína                        | První místo            | Výkon   | Druhé místo     | Výkon   | Třetí místo          | Výkon   |
| Vytrvalostní závod (20 km)        | Johannes Thingnes Bø   | 47:54,3 | Martin Fourcade | 48:05,7 | Fabien Claude        | 48:19,9 |
| Závod s hromadným startem (15 km) | Quentin Fillon Maillet | 36:21,5 | Benedikt Doll   | 36:31,5 | Johannes Thingnes Bø | 36:31,7 |

### Ženy
| Disciplína                          | První místo        | Výkon   | Druhé místo      | Výkon   | Třetí místo      | Výkon   |
| Vytrvalostní závod (15 km)          | Denise Herrmannová | 41:33,4 | Hanna Öbergová   | 42:32,6 | Anaïs Bescondová | 42:48,  |
| Závod s hromadným startem (12,5 km) | Hanna Öbergová     | 34:14,4 | Lisa Vittozziová | 34:20,9 | Anaïs Bescondová | 34:42,0 |

### Smíšené štafety
| Disciplína                        | 1. místo                                                                         | Výkon     | 2. místo                                                                                | Výkon     | 3. místo                                                             | Výkon     |
| Smíšený závod dvojic (6 + 7,5 km) | Francie Émilien Jacquelin Anaïs Bescondová                                       | 38:33,4   | Estonsko Rene Zahkna Regina Ojová                                                       | 38:39,3   | Rakousko Simon Eder Lisa Hauserová                                   | 38:45,5   |
| Smíšená štafeta (2×6 + 2×7,5 km)  | Francie Quentin Fillon Maillet Simon Desthieux Justine Braisazová Julia Simonová | 1:17:53,3 | Norsko Tarjei Bø Johannes Thingnes Bø Synnøve Solemdalová Ingrid Landmark Tandrevoldová | 1:18:33,9 | Německo Phillip Horn Johannes Kühn Janina Hettichová Vanessa Hinzová | 1:18:54,7 |

## Pořadí zemí
| Pořadí | Země     | 1. místo | 2. místo | 3. místo | Celkově |
| ------ | -------- | -------- | -------- | -------- | ------- |
| 1.     | Francie  | 3        | 1        | 3        | 7       |
| 2.     | Norsko   | 1        | 1        | 1        | 3       |
| 2.     | Německo  | 1        | 1        | 1        | 3       |
| 4.     | Švédsko  | 1        | 1        | 0        | 2       |
| 5.     | Estonsko | 0        | 1        | 0        | 1       |
| 5.     | Itálie   | 0        | 1        | 0        | 1       |
| 7.     | Rakousko | 0        | 0        | 1        | 1       |
|        | Celkem   | 6        | 6        | 6        | 18      |